# Saint-Étienne-de-Tulmont
Saint-Étienne-de-Tulmont è un comune francese di 3 486 abitanti situato nel dipartimento del Tarn e Garonna nella regione dell'Occitania.

## Società

### Evoluzione demografica
Abitanti censiti